# Liste der iranischen Botschafter in Osttimor

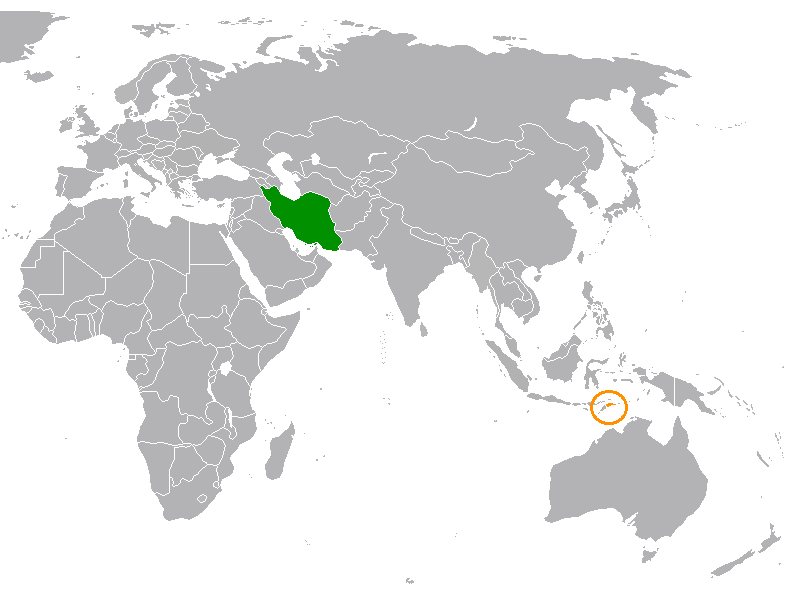
Iran (grün) und Osttimor (orange)

Diese Liste führt die iranischen Botschafter in Osttimor auf.

## Hintergrund
Der Botschafter des Iran hat seinen Sitz im indonesischen Jakarta.

## Liste der Botschafter

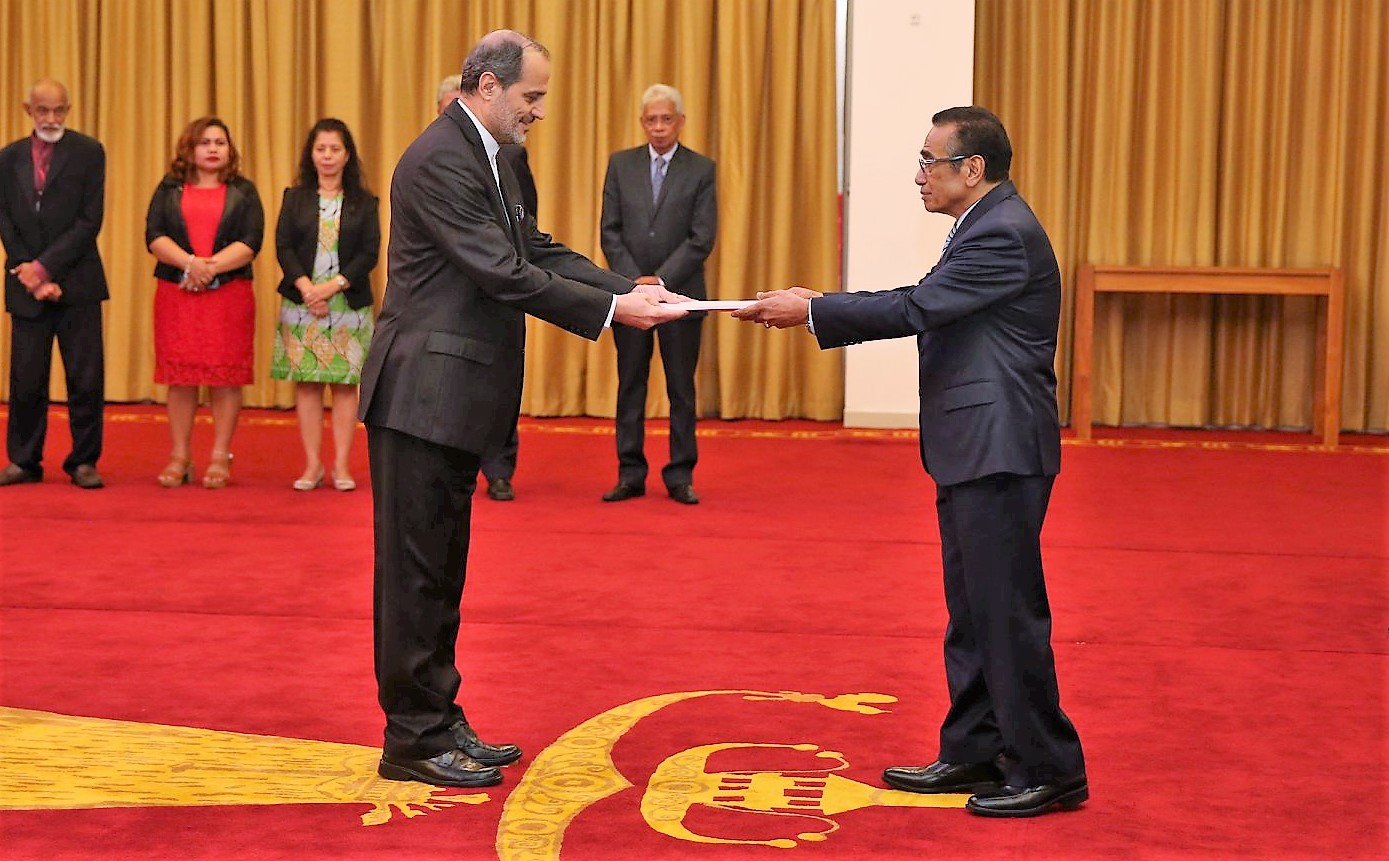
Botschafter Mohammad Khosh Heikal Azad übergibt seine Akkreditierung an Präsident Francisco Guterres (2020)

| Foto | Name                       | Amtszeit  | Anmerkungen                                  |
| Iran | Iran                       | Iran      | Iran                                         |
| ---- | -------------------------- | --------- | -------------------------------------------- |
|      | ?                          |           |                                              |
|      | Mahmoud Farazandeh         | bis 2015  | [ 2 ]                                        |
|      | Valiollah Mohammadi        | 2015–2019 | [ 1 ]                                        |
|      | Mohammad Khosh Heikal Azad | 2020–2024 | Akkreditierung: 20. Februar 2020             |
|      | Mohammad Boroujerdi        | seit 2024 | Akkreditierung in Osttimor: 19. Februar 2024 |